# Véronne (rivière du Cantal)
Pour les articles homonymes, voir Véronne (homonymie).
Pour l’article ayant un titre homophone, voir Vérone.
La Véronne est une rivière française du Massif central, affluent de la Petite Rhue en rive gauche et sous-affluent de la Dordogne par la Rhue.

## Géographie

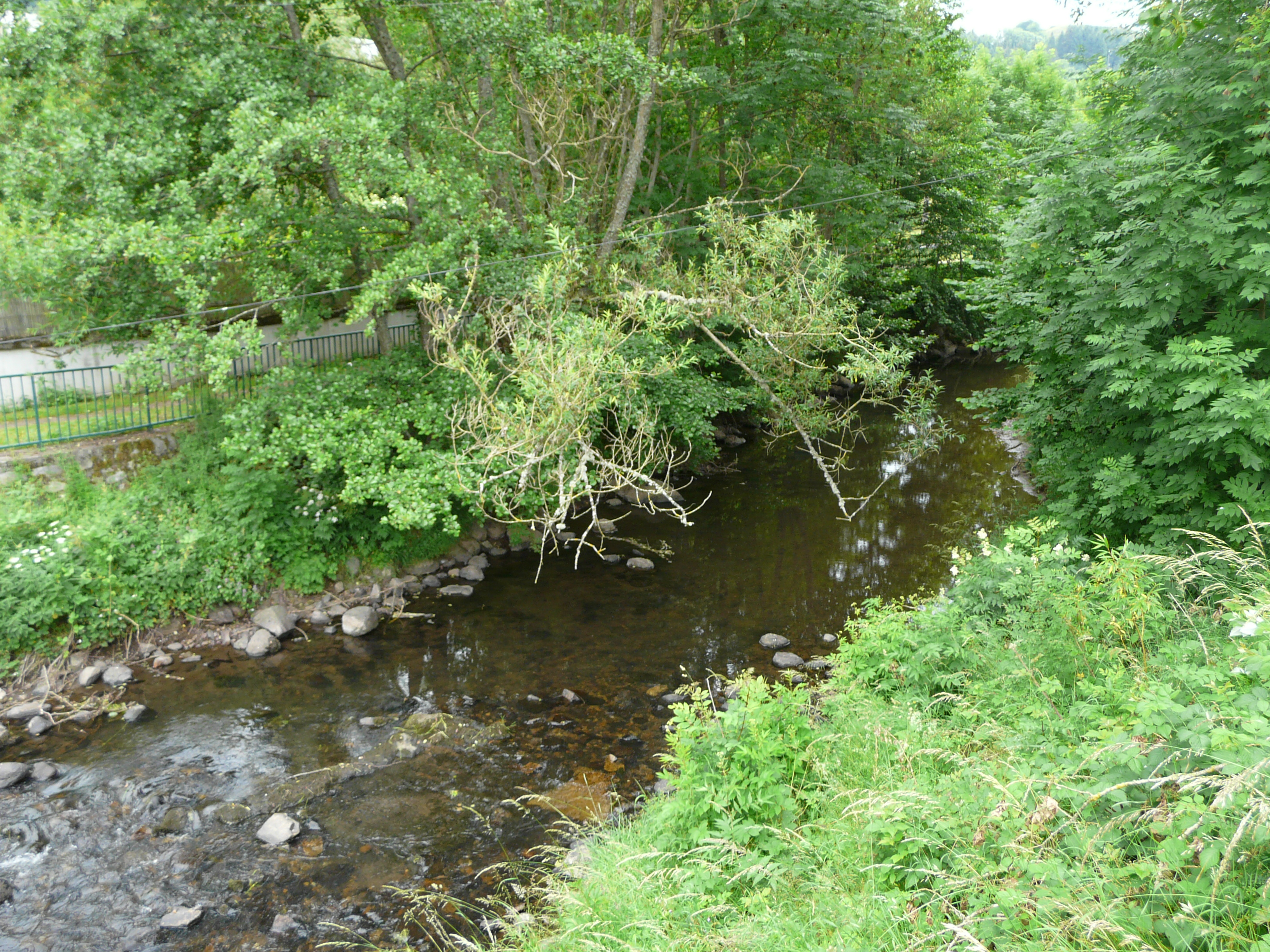
La Véronne à Riom-ès-Montagnes.

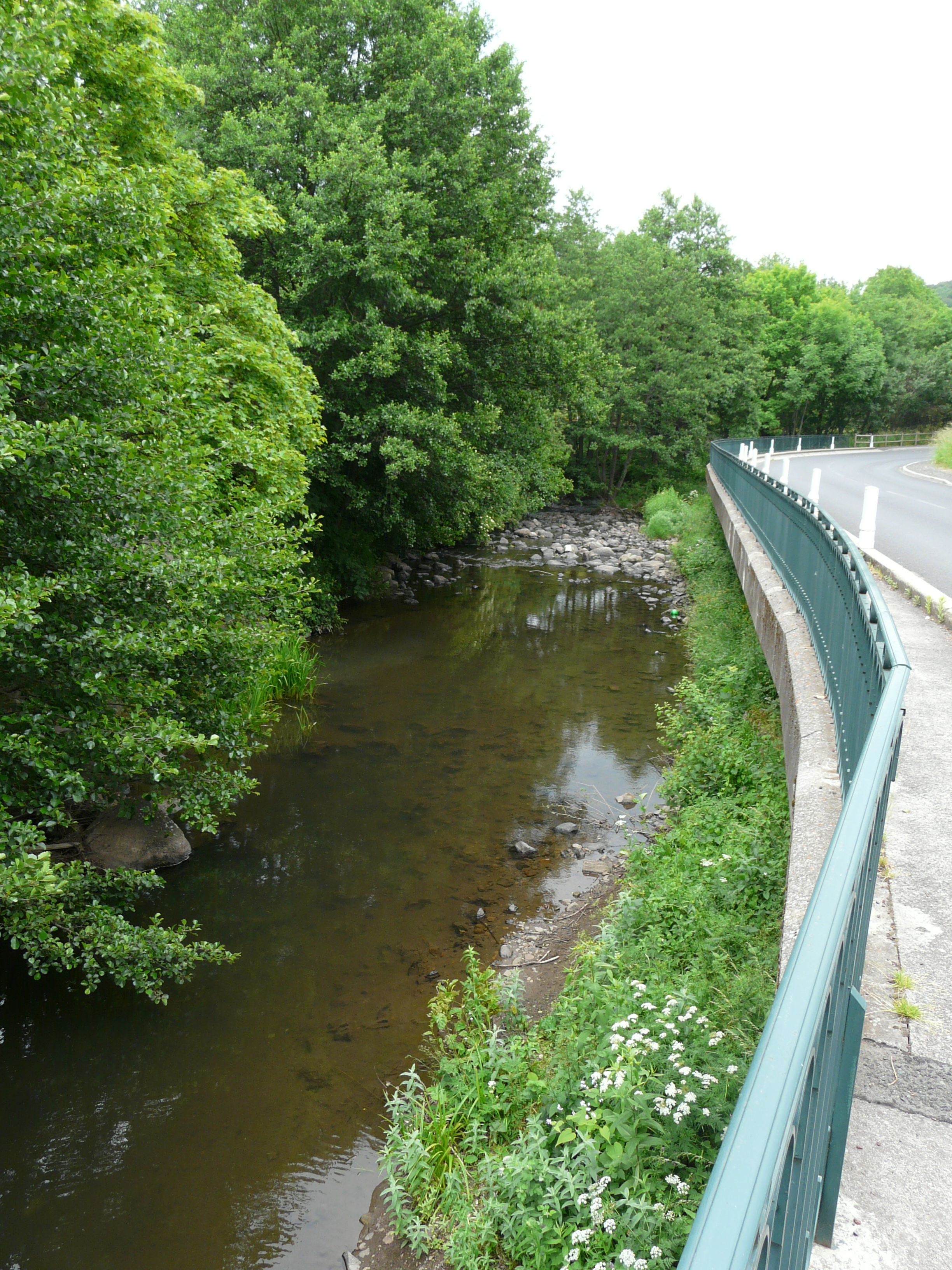
La Véronne à Riom-ès-Montagnes.

Au cœur du parc naturel régional des volcans d'Auvergne, la Véronne prend sa source vers 1 370 m d'altitude en Auvergne-Rhône-Alpes dans le département du Cantal, sur la commune du Claux, sur le flanc nord-est du rocher de l'Aygue, à environ un kilomètre de celui-ci.
Elle passe sous la route départementale (RD) 263 au lieu-dit Lextrait. Elle reçoit le ruisseau de Marinet sur sa gauche à l'ouest d'Alberoche. Elle est ensuite franchie par la RD 249 et chute aussitôt à la cascade du Pont d'Aptier. Sur sa droite, elle est grossie par le ruisseau de Ribeyrolles à l'est de Collandres Soutro. Elle passe environ sept cents mètres à l'est du village de Collandres. Elle est franchie par la RD 163 au sud-est de la Sagne puis traverse la ville de Riom-ès-Montagnes, où elle passe sous le boulevard des Sarrazins (la RD 3). En quittant l'agglomération, elle passe sous le pont ferroviaire du train touristique Gentiane express, et s'engage dans des gorges, profondes de cinquante à cent cinquante mètres, sur les quatre derniers kilomètres de son parcours. 
Elle rejoint la Petite Rhue en rive gauche, à 701 m d'altitude, en limite de la commune de Riom-ès-Montagnes, à l'est du lieu-dit la Platte.
La Véronne est longue de 19,7 km pour un bassin versant qui s'étend sur 57 km2.

### Environnement
La rivière et son bassin sont intégralement compris dans le parc naturel régional des volcans d'Auvergne.
Toute la partie de la Véronne en amont de Riom-ès-Montagnes est comprise dans la zone naturelle d'intérêt écologique, faunistique et floristique (ZNIEFF) de type II dite des Monts du Cantal.

### Affluents
Parmi les dix affluents répertoriés par le Sandre, les deux plus longs sont le ruisseau de Marinet 6,7 km en rive gauche, et le ruisseau de Ribeyrolles 4,5 km en rive droite.

### Hydrologie
Le débit de la Véronne a été observé sur une période de quatorze ans (2001-2014), à la station hydrologique de Riom-ès-Montagnes. À cet endroit, le bassin versant représente 44 km2, soit 77 % de celui de la totalité du cours d'eau.
Le module y est de 1,31 m3/s. 
À Riom-ès-Montagnes, la Véronne présente des fluctuations saisonnières de débit, avec une période de hautes eaux caractérisée par un débit mensuel moyen évoluant dans une fourchette de 1,62 à 2,35 m3/s, de novembre à avril inclus (avec un maximum en décembre). La période des basses eaux a lieu de juin à septembre, avec une baisse du débit moyen mensuel allant jusqu'à 0,318 m3/s au mois d'août. Cependant ces chiffres ne sont que des moyennes et les fluctuations de débit peuvent être plus importantes selon les années et sur des périodes plus courtes. 
À l'étiage le VCN3 peut chuter jusque 0,042 m3, en cas de période quinquennale sèche, soit 42 litres par seconde.
Les crues peuvent cependant s'avérer importantes. Les QIX 2 et QIX 5 valent respectivement 19 et 26 m3/s. Le QIX 10 est de 31 m3/s, tandis que le QIX 20 se monte à 35 m3/s.
Le débit instantané maximal enregistré à la station de Riom-ès-Montagnes durant cette période a été de 44,7 m3/s le 13 janvier 2004 à 8 h 3. Si l'on compare cette valeur à l'échelle des QIX de la rivière, cette crue, largement au-delà du QIX 20, était statistiquement reproductible sur une période supérieure à vingt ans. Ce même jour, le débit moyen a atteint la valeur journalière maximale de 23,4 m3/s.
La Véronne est un cours d'eau très abondant. La lame d'eau écoulée dans son bassin versant y est de 939 millimètres annuellement, ce qui est près de trois fois supérieur à la moyenne de la France entière tous bassins confondus (320 millimètres). Le débit spécifique (ou Qsp) de la Véronne atteint ainsi à Riom-ès-Montagnes le chiffre de 29,7 litres par seconde et par kilomètre carré de bassin.

### Communes traversées
Le parcours de la Véronne s'effectue entièrement à l'intérieur du département du Cantal, en région Auvergne-Rhône-Alpes. Elle arrose quatre communes, soit d'amont vers l'aval :
- Le Claux (source)
- Cheylade
- Collandres
- Riom-ès-Montagnes (confluent avec la Petite Rhue)

## Pollution industrielle
Les 26 juin, 27 juillet et 1er août 2020, la Véronne est victime de fortes pollutions en aval de Riom-ès-Montagnes. De nombreux poissons et écrevisses sont découverts morts par les services de gendarmerie ainsi que des matières en suspension de couleurs peu avenantes et une accumulation de boues de station d’épuration. D'après la Direction départementale de la Protection des populations (DDCSPP) du Cantal, sont en cause les effluents industriels de la société fromagère de Riom, filiale de Lactalis. L'organisme public qualifie cette pollution de faits graves et fait le constat de « dysfonctionnements majeurs » au sein de l'entreprise. Selon une enquête menée pour le site d'investigations Disclose en 2019 et 2020, le groupe Lactalis est mis en cause dans de nombreux faits similaires en France métropolitaine.

## Monuments ou sites remarquables à proximité
- À Collandres, la cascade du Pont d’Aptier[7], et l'église Saint-Martin[8].
- L'église Saint-Georges de Riom-ès-Montagnes[9].